# 台鐵R20型柴電機車
R20型柴電機車，是台灣鐵路公司所擁有的幹線用大型柴電機車，自1960年至1966年間總共購入52輛，是台灣鐵路最初實用化的柴油動力機車，也是台鐵柴電機車中同型車之數量最多者。

## 概要

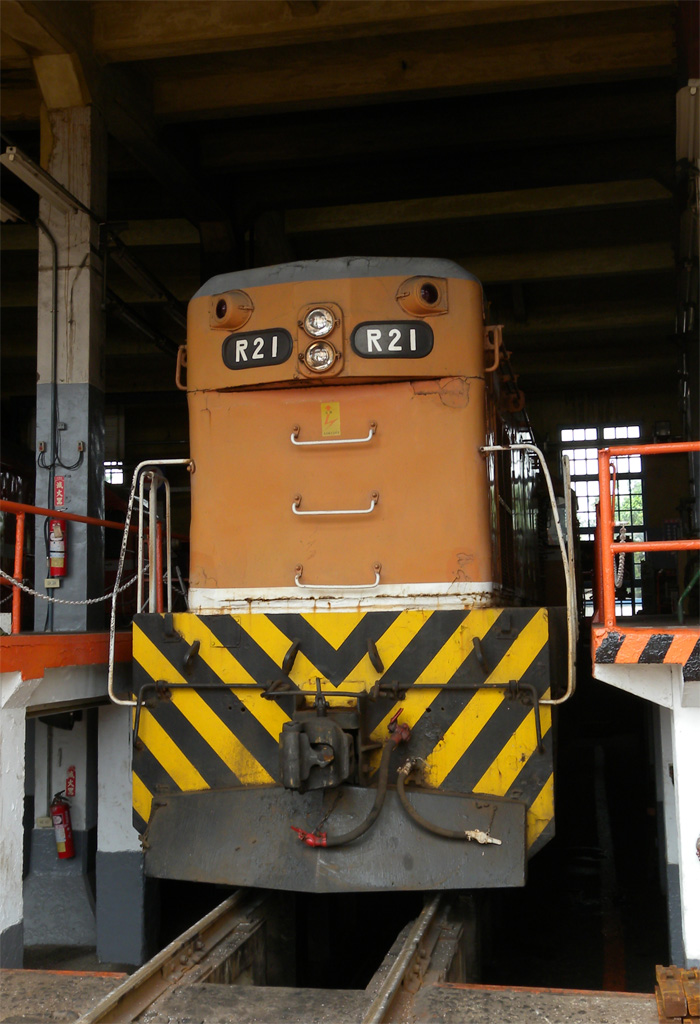
目前仍在使用的R20型首號機R21號

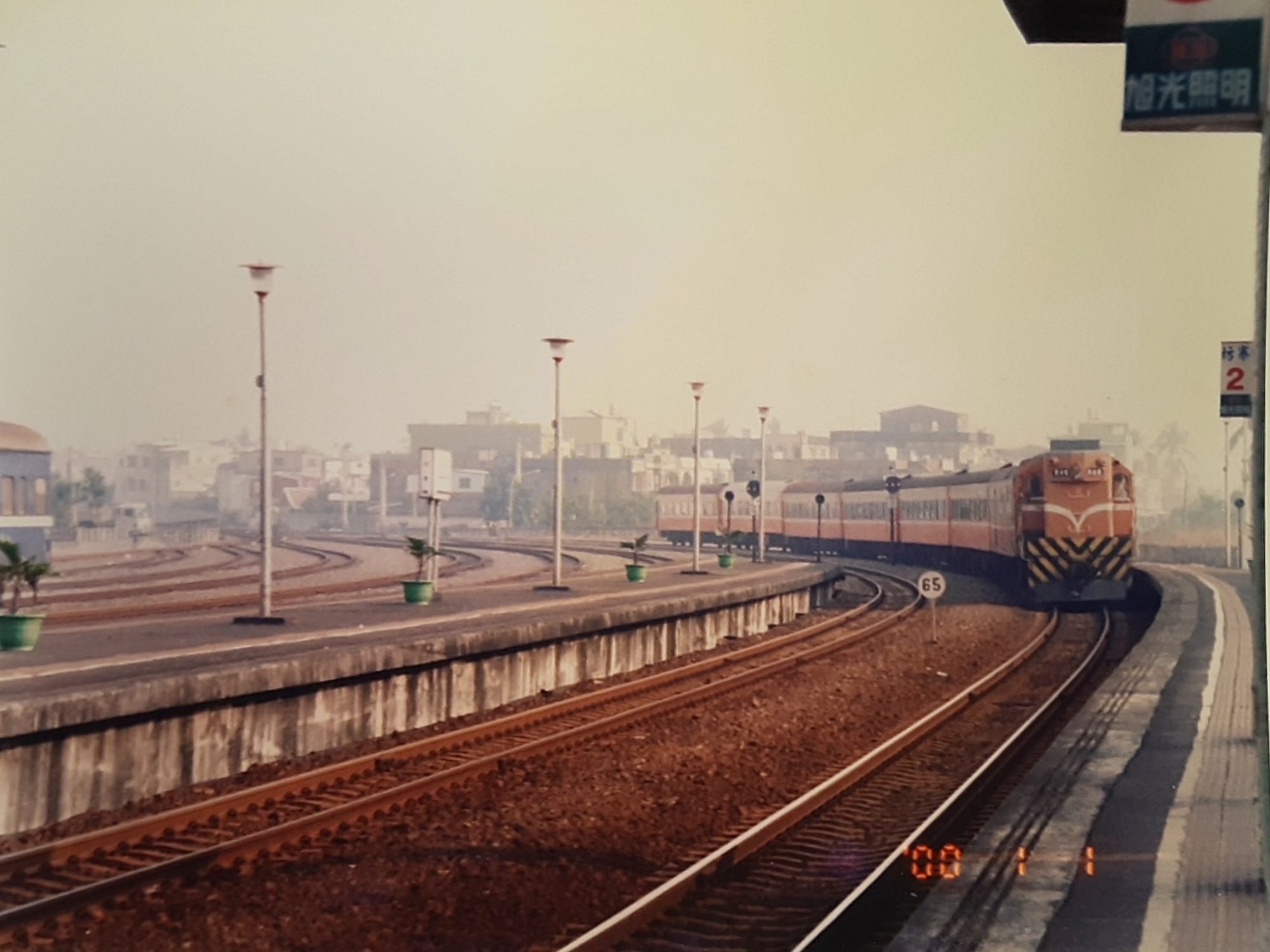
R20型牽引南迴線莒光號列車

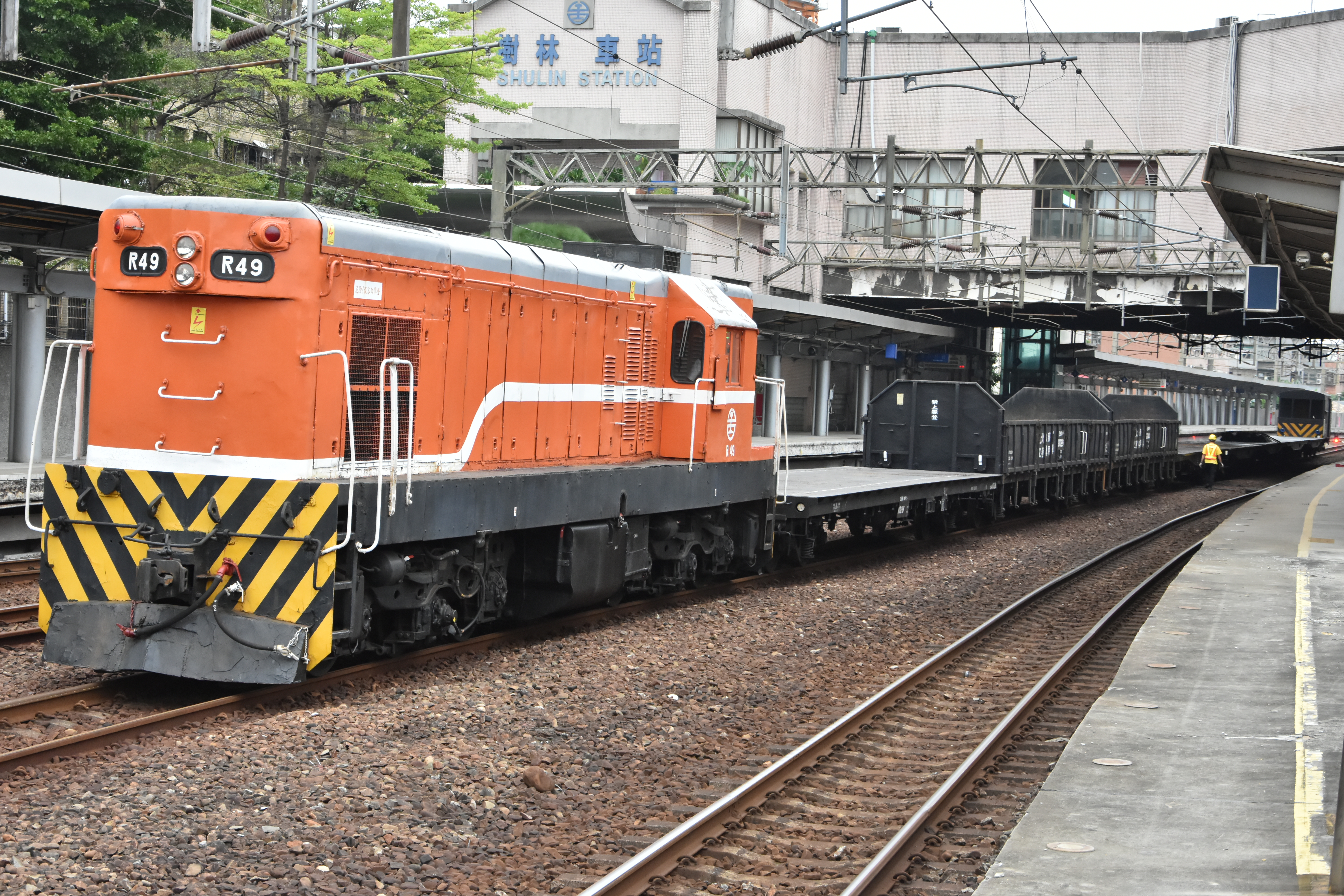
R49牽引貨物列車

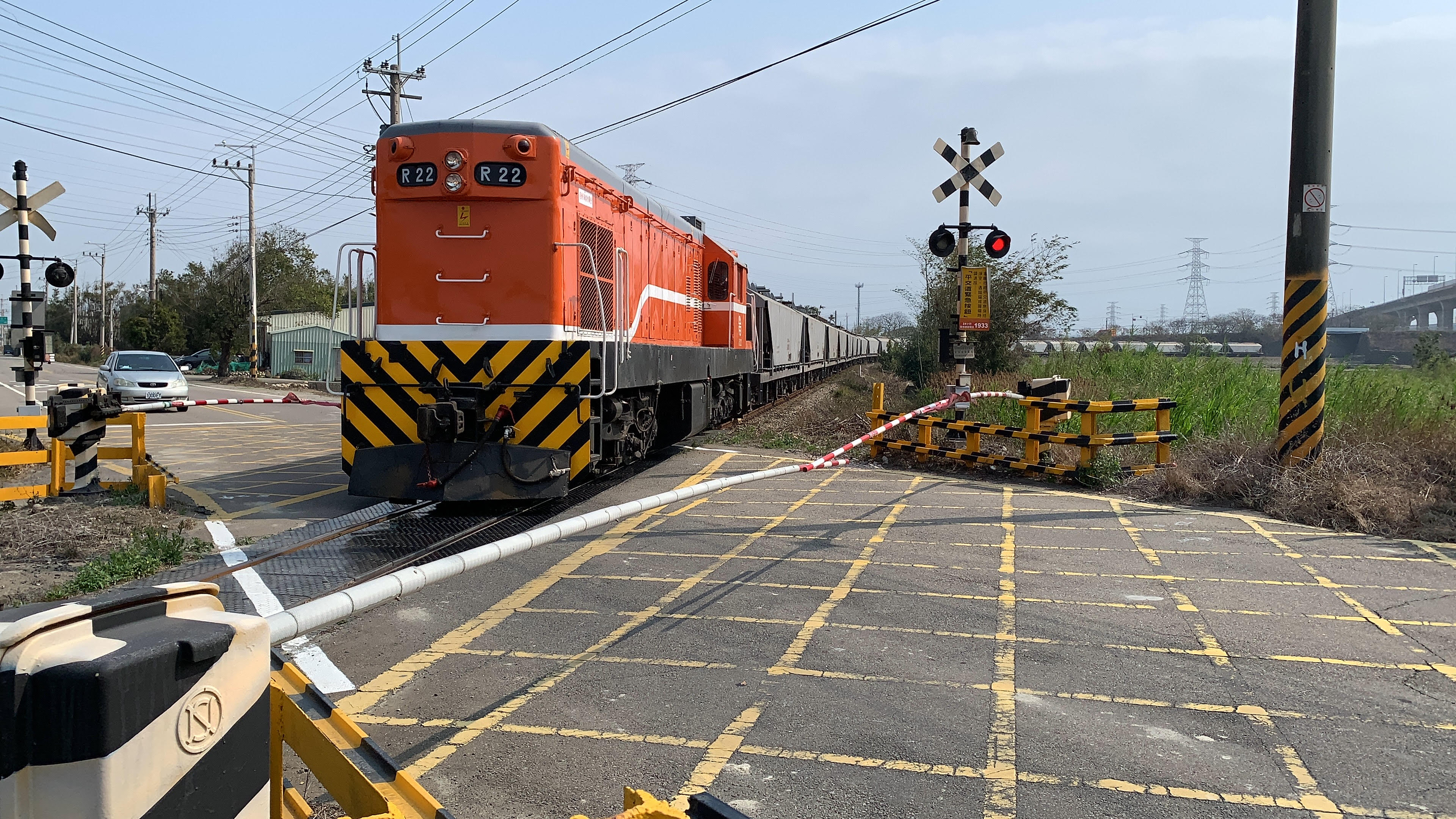
R20型(R22)在台中港線上牽引穀物斗車

1950年代末期台鐵聘請法國及日本的鐵路專家對於幹線動力現代化進行研究，當時均認為直接進行鐵路電氣化效益最高，然而當時進行鐵路電氣化工程需要龐大資金，加上技術轉移困難等考量，台鐵決定先採用可廣泛使用的柴油動力化率先實行。
1957年，在美援資金的挹注下台鐵首度進行開標作業，計畫先行採購10輛柴電機車進行運用。多次流標之後，日本日立製作所以低價得標，但由於日本在柴電機車製造技術上並不成熟，因此台鐵對此一標案信心不足。為此，又在1959年時，以美國國際開發貸款的名義下，以GM-EMD、GE及ALCO三家公司比價的方式進行，最終於同年5月由出價較低的GM-EMD公司得標，採購內容包含了4輛幹線用柴電機車及7輛調車用柴電機車。
此4輛幹線用機車原廠形式稱之為G12型，為GM集團1950年代向海外銷售之產品。在台鐵命名上則稱之為R20型，首批4輛編號R21~24號於1960年4月3日抵台整備後開始進行試運轉，並於1960年5月1日投入正班車營運，由於首批GM機車測試結果良好，整體表現令台鐵十分滿意，隨後再增購同型車26輛，編號R25~50號這批引進的車輛設計大致上與R21~24相同，於1966年時，又引進了另一批R20型22輛，編號R51~R72號，其原廠形式同為G12型，但引擎及部分機件設計和先前引進的R20型稍有差異，雖有愛好者稱之為R50型，但這批車仍屬於R20之子型，臺鐵資料上仍統一稱為R20型。
2020年時R20型多數車輛已使用近60年，車輛使用原廠大量標準化且設計精良的機件，至今有部分車輛仍於現役運轉，用於台鐵西部幹線貨物列車牽引。

## 構造及設備

### 工作原理
本型車為透過柴油引擎帶動主發電機後供給電力給予於轉向架的牽引馬達使車輛運行，因此主要設備組件上可區分成引擎及電氣設備兩大部分。

### 引擎設計
在引擎設計上R20型使用V型12缸GM-567C型二行程柴油引擎(R51~72為採用GM-567E型)，最大可輸出1425HP，引擎構造上較R0型機車單純，維修保養上也較為便利。不過R20型原裝時期所採用的567型引擎已經停產，因此在1990年代時，R29、R62、R69換裝為GM-645型引擎。

### 電氣設備（馬達及控制設備）
R20型配置D22F型主發電機，可提供1310HP的連續出力，並將發電後之電流給予轉向架上的四具D29型牽引馬達使用。油門控制可分為8段。其進電路變速方式為小變速，係透過各馬達分路並聯一電阻使馬達磁場減弱，以克服加速時產生反電壓，使電流持續增大以達到指定的車速。本型車的最大牽引力可達15180kgw，最高速度則可達到100km/hr。
另外本型車可單輛牽引運轉外，也可多輛進行總控制運轉（後續引進的R51~72無裝設），不過台鐵並不常使用，因此後來多數車輛已陸續拆除此設備，目前僅存R32、R34、R37～38、R47～50仍保有此插座。

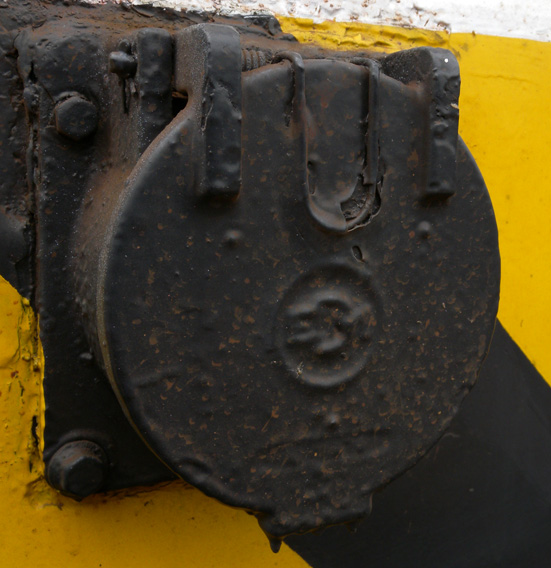
R20型的總控重聯運轉跳線插座

### 軔機設備
本型車裝用西屋氣軔（WABCO）26LA型空氣軔機，各項氣軔設備之控制閥均設置於機車短端罩內。司軔閥設計上分為單閥（僅操作機車頭軔機）與自閥（控制全編組列車軔機）分開操控之設計。主風泵（空氣壓縮機）設於引擎室，由引擎透過聯軸器帶動。
另外R71、72號在原廠時期裝有電軔（Dynamic Brake）設備，此設備在1960年代為先進設備，可使其緊軔能力有效提升。然而因設計較為複雜，維修上較麻煩，因此後來也遭到拆除。

### 轉向架
本型車因配合引入時的台鐵路線軸重限制，動輪配置採用A1A-A1A的軸重配置，中間之車輪為惰輪並不裝設牽引馬達也無動力，僅作為分擔車重之用。

## 保存車輛
- R24：2016年9月9日因台中港事故報廢除籍，曾作為富岡基地廠內無車籍調車機之用；後於2020年由國家鐵道博物館籌備處收購並將恢復為海軍藍塗裝，動態保存於國家鐵道博物館。
- R38：2023年11月報廢除籍，2024年5月整修後變更為海軍藍塗裝，放置於潮州鐵道園區內靜態保存。
- R45：2015年8月報廢除籍，於2017年6月初整修後，與40FP10003、10010、10031莒光號客車由屏東縣政府消防局特種搜救大隊（位於屏東縣長治鄉）購入做為特種搜救訓練教材之用。
- R46：2015年8月報廢除籍，2017年6月初整修後，與35SP32417對號快車車廂由苗栗市公所購入後，陳列於苗栗縣苗栗隧道南口。
- R50：2008年報廢除籍後，保存於台鐵彰化機務段內。曾於1963年時在新竹的頭前溪事故中整輛摔入河中完全毀損，後來經台鐵將其分解打撈上岸後運回台北機廠整修後恢復使用，於1991年8月牽引台鐵東勢線的最後一班客運列車[1]。
- R68：2016年7月報廢後，經修復放置於富岡基地內靜態保存；2021年整修後變更為海軍藍塗裝。
- R70：2014年9月報廢除籍，並於2015年3月31日，與40SP20038復興號車廂轉贈給桃園市私立清華高級中學，做為該校軌道車輛科的教材之用，2022年經重新整修後恢復為海軍藍塗裝。
- R71：報廢後列為指定保存車，目前放置於彰化扇形車庫旁側線。

### 網站
- Train Collection
- 街貓的鐵道網站

### 文獻
- 楊孟晉，台灣鐵路R20型S200型柴油電氣機車運用手冊，1964年7月，台灣鐵路管理局
- 邱弘智，台灣鐵路機車柴油化五十週年紀念－六十一輛柴油機車採購計畫，傳記文學月刊575期,2010年4月，傳記文學出版社

### 外部連結
1. ↑  傳奇名機R50柴電車頭 （页面存档备份，存于） 流浪貓的攝影記事，痞客邦 PIXNET